# Trace Sport Stars
Trace Sport Stars (anteriormente Trace Sports) é um canal de televisão temático dedicado a celebridades do esporte. A programação é dedicada à vida dos atletas, exibindo programas com suas rotinas, paixões e performances esportivas. O canal tem como público alvo pessoas de 15 a 49 anos e é transmitido em 104 países, atingindo 39 milhões de lares.

## Histórico
- 2011: Trace Sports é lançado em junho;[3]
- 2012: Trace Sports criou um canal temporário de eventos chamado "La Chaîne des Champions: Special London", transmitido durante os Jogos Olímpicos no Canalsat;[4]
- 2013: Trace Sports se torna Trace Sport Stars em 1 de outubro.[5]